# Hypochaeris chondrilloides
Hypochaeris chondrilloides là một loài thực vật có hoa trong họ Cúc. Loài này được (A.Gray) Cabrera mô tả khoa học đầu tiên năm 1944.